# Юдин, Николай Константинович
Никола́й Константи́нович Ю́дин (21 октября 1895, Семёновское — 2 декабря 1937, Коммунарка) — советский оператор документального и игрового кино. Жертва политического террора в СССР. Брат К. К. Юдина.

## Биография
Родился 9 (21) октября 1895 года в селе Семёновском Дмитровского уезда в православной крестьянской семье, был крещён 12 октября. С середины 1900-х годов семья проживала в Дмитрове.
Начав работать в кино с «Кино-глаза» (1924), в 1925 году включён Дзигой Вертовым в команду масштабного кинопроекта «Шестая часть мира» (1926), для которого в паре с С. Бендерским снял серию документальных этнографических сюжетов на Новой Земле и в Автономной области Коми, участвовал в создании документальной кинопериодики — «Союзкиножурнала».
Вместе с операторами М. Кауфманом, И. Беляковым и П. Зотовым в июне 1926 года принят в штат объединённой Московской фабрики «Совкино» (с 1930 года — Московская фабрика «Союзкино», с 1935 года — «Мосфильм»).
Дебютировав в 1927 году в игровом кино фильмом «Золотое руно», продолжил работать над серией познавательных и краеведческих культурфильмов, входил в группу наиболее известных операторов данного направления.
Был помощником оператора на игровом фильме «Завтра ночью» (1930), после ставил как оператор-постановщик.
Вместе с Б. Волчеком одним из первых освоил советскую негативную плёнку «Союз».
Проживал в расположенном рядом с «Мосфильмом» киногородке на Потылихе.
Член ВКП(б) с 1917 года.

### Дело «террористической группы»
… Юдин, как кинооператор, должен принять участие в съёмках парада и демонстрации и находиться вблизи правительственной трибуны. В момент нашего приближения с колонной к мавзолею Юдин должен был приблизиться к трибуне и бросить вместе с нами в неё бомбы.
Незаконно арестован 7 мая 1937 года по обвинению в участии в эсеровской террористической организации (статьи 58-2, 58-8, 58-11 УК РСФСР). Вместе с ещё пятью десятками человек проходил по ложным политическим обвинениям (дело № 11401), координацию террористического центра в Москве и Ленинграде приписали Г. И. Сёмёнову, в прошлом эсеру (с 1912 по 1921 год). Из всех без исключения подследственных были выбиты признательные показания.
«Как члена нелегальной эсеровской организации» Военная коллегия Верховного суда СССР приговорила Юдина к ВМН. Приговор исполнен в тот же день 2 декабря 1937 года.
Захоронен в Коммунарке в одной из братских могил. Памятный знак жертвам репрессий установлен у ворот в «зону» в ноябре 1999 года.
Реабилитирован 30 ноября 1957 года определением Военной коллегии Верховного суда СССР.

## Семья
- отец — Константин Гаврилович Юдин (? — 1908)[1][29];
- мать — Александра Егоровна (Георгиевна) Юдина (ур. Маслянникова)[30] (? — ?)[1];
- брат — Иван Константинович Юдин (1897—1897), умер в младенчестве[31];
- брат — Михаил Константинович Юдин (1898—1898), умер в младенчестве[32];
- брат — Константин Константинович Юдин (1899—1957), кинорежиссёр, сценарист[33];
- брат — Сергей Константинович Юдин (1902 — ?)[34];
- сестра — Елизавета Константиновна Юдина (1904 — ?)[35][36][37];
- брат — Василий Константинович Юдин (1907 — ?)[2][36];
- жена — Пелагея Алексеевна (? — ?)[38];
  - сын — Константин (1918 — ?)[38].

## Избранная фильмография
Оператор
- 1926 — Шестая часть мира (в соавторстве; в титрах не указан)
- 1927 — Золотое руно (не сохранился)
- 1927 — Иваново-Вознесенск (документальный; совместно с С. Гусевым)
- 1927 — Мичуринский питомник (документальный)
- 1927 — Охота и оленеводство в области Коми (документальный; совместно с С. Бендерским)
- 1928 — Алкоголь[10]
- 1928 — Всесоюзный зимний праздник физкультуры (документальный; совместно с И. Беляковым, С. Гусевым)
- 1929 — Масляничный подсолнечник (документальный)
- 1929 — Подсолнечник в промышленности (документальный; совместно с Кобозовым)
- 1929 — По реке Кубани (документальный)
- 1930 — Адыгея (документальный)[11]
- 1930 — Гигиена женщины (документальный)
- 1930 — Манометр-1 / Прорыв на заводе (совместно с А. Урнисом; не сохранился)
- 1930 — Поднимай доходность сада (документальный; совместно с Поповым)
- 1930 — Практика селекции (документальный)
- 1931 — Дурень, ты дурень! (не сохранился)
- 1931 — На коньки (документальный)
- 1932 — Аноха (не сохранился)
- 1932 — Одна против многих (документальный)
- 1934 — Мечтатели
- 1935 — Осадное положение

Режиссёр
- 1930 — 1917 год (документальный)
- 1932 — Одна против многих (также автор сценария)

## Комментарии
1. ↑  В Музее кино хранится письмо Дзиги Вертова от 10 декабря 1925 года, адресованное в северную киноэкспедицию Н. Юдину и С. Бендерскому[4].
2. ↑  Во многих более поздних источниках утраченный фильм «Золотое руно» приписывают Ленинградской фабрике «Совкино»[7][8], согласно же Кино-справочнику (1929), составленному Г. М. Болтянским, фильм выпущен Московской фабрикой «Совкино»[9].
3. ↑  В двухтомном Кинословаре 1966—1970 годов Н. Юдин упоминается лишь в связи с участием в фильмах «Золотое руно» (1927)[8], «Мечтатели» (1934)[15].
4. ↑  Никогда не состояв в партии эсеров, Юдин мог пересекаться с К. А. Усовым по работе в системе Госкино — последний был организатором и первым директором кинофабрики «Маёвка» (в дальнейшем — Московский завод киноаппаратуры «МосКинАп»)[21].